# 喬安·賈斯特洪
喬安‧拉蒙‧加西亞‧賈斯特洪（Joan Ramón García Castejón，1945年12月17日—），簡稱喬安‧賈斯特洪，是一名西班牙籍製圖師、畫家和雕塑家，並被認為是一名西班牙戰後社會現實主義的主要代表者之一。賈斯特洪也是Grup d'Elx 
的成員。
賈斯特洪的作品在西班牙的有名藝術館中均有展出，其中有巴倫西亞現代藝術館（Institut Valencià d'Art Modern﹣IVAM）、阿利坎特大學藝術館（Museum of the University of Alicante）、  巴倫西亞大學Guerricabeitia Martinez藝術展覽、 Miguel Hernández埃爾切大學、  班基亞銀行基金會中心、  Carmen Valencia中心， 及埃爾切現代藝術館
。